# Joseph T. Gregory
Joseph Tracy Gregory (Eureka,  28 juli 1914 - 18 november 2007) was een Amerikaanse paleontoloog.

## Biografie
Gregory ging naar school in Berkeley en ging naar de University of California, Berkeley. Daar behaalde hij een bachelor graad in 1935 en een doctoraat in de paleontologie in 1938 (bij Ruben Stirton). Zijn docenten waren onder meer Charles Camp en Ralph Chaney. Als postdoctoraal promovendus was hij in 1938-1939 verbonden aan het American Museum of Natural History (waar hij parttime zoölogie doceerde aan de Columbia University) en vervolgens aan het Laboratory of Economic Geology in Austin (als onderdeel van het WPA-programma voor het creëren van banen na een depressie). In 1941 werd hij docent geologie aan de University of Michigan en curator van het paleontologisch museum (in navolging van E.C. Case). Van 1942 tot 1946 vervulde hij zijn militaire dienstplicht als meteoroloog. In 1946 werd hij eerst assistent-professor en vervolgens universitair hoofddocent aan de Yale University en curator van paleontologie van gewervelde dieren in het Peabody Museum of Natural History. In 1960 verhuisde hij naar Berkeley als professor en conservator van lagere gewervelde dieren aan het University of California Museum of Paleontology. Van 1960 tot 1965 en van 1970 tot 1974 leidde hij de Faculteit voor Paleontologie en van 1970 tot 1974 was hij directeur van het museum. In 1979 ging hij met pensioen, maar bleef wetenschappelijk actief.
Hij behandelde fossiele gewervelde dieren, onder andere uit het Carboon van Mazon Creek bij Morris, Microsauria uit het Perm en vooral gewervelde dieren van het Laat-Trias in het Amerikaanse zuidwesten (Texas, New Mexico, Arizona, Utah), die hij ook gebruikte voor de biochronologie. Hij beschreef voor het eerst Trilophosaurus, wat hem zijn hoogleraarschap opleverde aan de University of Michigan. Hij publiceerde over Aetosauria (Typothorax) en in 1962 publiceerde hij een herziening van Phytosauria. Gregory publiceerde ook over zoogdieren uit het Cenozoïcum, b.v. voor zijn proefschrift over zoogdieren uit het Plioceen in Big Springs Canyon, South Dakota.
Hij gaf de jaarlijkse Bibliography of Fossil Vertebrates uit voor het American Geological Institute en de Society of Vertebrate Paleontology van 1969 tot 1989. Hij behandelde ook de geschiedenis van de wetenschap en schreef biografieën voor de Dictionary of Scientific Biography.
De Society of Vertebrate Paleontology, waarvan hij erelid was sinds 1980, reikt sinds 1992 de Joseph T. Gregory Award uit.

## Overlijden
Joseph Tracy Gregory overleed in november 2007 op 93-jarige leeftijd.